# Weng Xinzhi
Weng Xinzhi (15 de junho de 1988) é uma futebolista chinesa que atua como defensora.

## Carreira
Weng Xinzhi integrou o elenco da Seleção Chinesa de Futebol Feminino, nas Olimpíadas de 2008. 